# Giosuè Sanvito
Giosuè Sanvito (Sesto San Giovanni, 4 dicembre 1919 – Sesto San Giovanni, 6 giugno 1950) è stato un calciatore italiano, di ruolo difensore.

## Carriera
Nel ruolo di terzino, debutta in Serie C nel 1939 nel il Dopolavoro Aziendale Falck; dopo aver militato nel Trionfale Roma, torna a giocare in Serie C con l'Alba Motor, diventata nel 1942 Alba Roma.
Nel dopoguerra debutta in Serie B con la Pro Sesto nella stagione 1946-1947, e disputa con la squadra della sua città tre campionati cadetti per un totale di 108 presenze e 6 reti.
Nella stagione 1949-1950 viene prelevato dal Milan, debuttando con i rossoneri in Serie A l'11 settembre 1949 in Sampdoria-Milan (1-3) e disputando 3 gare in massima serie.
Nel frattempo si ammala di cancro e, nonostante la riuscita di un primo intervento che gli aveva permesso di ricominciare ad allenarsi, muore nel giugno del 1950 all'età di 30 anni.